# Biljana Petrović
Pour les articles homonymes, voir Petrović.
Biljana Petrović (née Bojović le 28 février 1961 à Kraljevo) est une athlète serbe, représentant la Yougoslavie, spécialiste du saut en hauteur.

## Biographie
Elle se classe deuxième des Jeux méditerranéens de 1983 et de 1987.
En 1990, elle remporte la médaille d'argent des championnats d'Europe, à Split en Yougoslavie, derrière l'Allemande Heike Henkel.
Son record personnel, établi le 22 juin 1990 à Saint-Denis, est de 2,00 m. 

### Palmarès
| Date | Compétition                    | Lieu       | Résultat | Épreuve         | Performance |
| ---- | ------------------------------ | ---------- | -------- | --------------- | ----------- |
| 1983 | Jeux méditerranéens            | Casablanca | 2e       | Saut en hauteur | 1,86 m      |
| 1987 | Jeux méditerranéens            | Lattaquié  | 2e       | Saut en hauteur | 1,84 m      |
| 1989 | Championnats du monde en salle | Budapest   | 4e       | Saut en hauteur | 1,94 m      |
| 1990 | Championnats d'Europe          | Split      | 2e       | Saut en hauteur | 1,96 m      |

### Records
| Épreuve         | Épreuve   | Performance | Lieu                      | Date                                     |
| --------------- | --------- | ----------- | ------------------------- | ---------------------------------------- |
| Saut en hauteur | Plein air | 2,00 m      | Saint-Denis               | 22 juin 1990                             |
| Saut en hauteur | Salle     | 1,94 m      | Budapest Munich Wuppertal | 5 mars 1989 28 mai 1989 1er février 1991 |